# Eduard Kraak
Eduard Kraak, född den 8 augusti 1859 i Karlskrona, död där den 14 maj 1927, var en svensk militär.
Kraak blev underlöjtnant vid Kronobergs regemente 1881 och fick 1885 transport till Trängbataljonen, där han blev löjtnant 1886. Vid Trängbataljonens delning 1891 kom han att tillhöra Göta trängbataljon, där han blev kapten 1893. Kraak övergick till Norrlands trängbataljon sistnämnda år och blev major och chef för denna 1907 och för Göta trängkår 1908. Han befordrades till överstelöjtnant i armén  1911 (vid trängen 1916) och till överste i armén 1917. Kraak blev verkställande direktör i Östra Blekinge järnväg 1919. Han blev riddare av Svärdsorden 1902.